# Betje Wolff

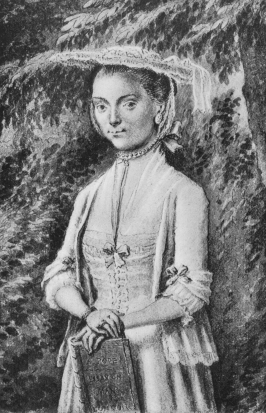
Betje Wolff, cirka 1754.

Betje Wolff, egentligen Elisabeth (Betje) Wolff, född Bekker 24 juli 1738, död 5 november 1804, var en nederländsk författare. Hon var gift med prästen Adriaan Wolff (född 1707, död 1777). Efter dennes död delade hon bostad med Agathe Deken och de författade tillsammans en rad romaner och andra böcker.

## Biografi

### Uppväxtåren
Betje Wolff föddes 1738 i Vlissingen (i Zeeland), där hon också växte upp. Hennes familj var välbärgade kalvinister. Fadern var köpman och hon var yngsta dotter i familjen. 1755 lät hon sig förföras av en ung man som lämnade henne med brustet hjärta. Hennes chanser att bli gift minskade i och med denna historia. Därför gifte sig hon som 21-åring med en 30 år äldre pastor.

### Äktenskapet
Hon gifte sig 18 november 1759 med 52-årige kyrkoherden Adriaan Wolff, som var änkling, och bodde med honom i Beemster fram till hans död 1777. Äktenskapet blev barnlöst. Detta äktenskap betraktades av Betje framför allt som ett "filosofiskt giftermål". På det känslomässiga planet blev hon aldrig tillfreds med relationen, men hon värdesatte honom som människa och ansåg att han var en god predikant, tolerant och rättskaffens. För att kompensera för bristande kärlek engagerade hon sig i sina vänskapsrelationer och i litteratur. Hon både läste och skrev.
Redan under äktenskapet skrev Betje Wolff många satiriska dikter och pamfletter där hon tog strid mot strängt troende. Därigenom var hon känd men inte som en som älskades av alla. Det blev en del uppståndelse kring vissa texter men maken tog henne i försvar.

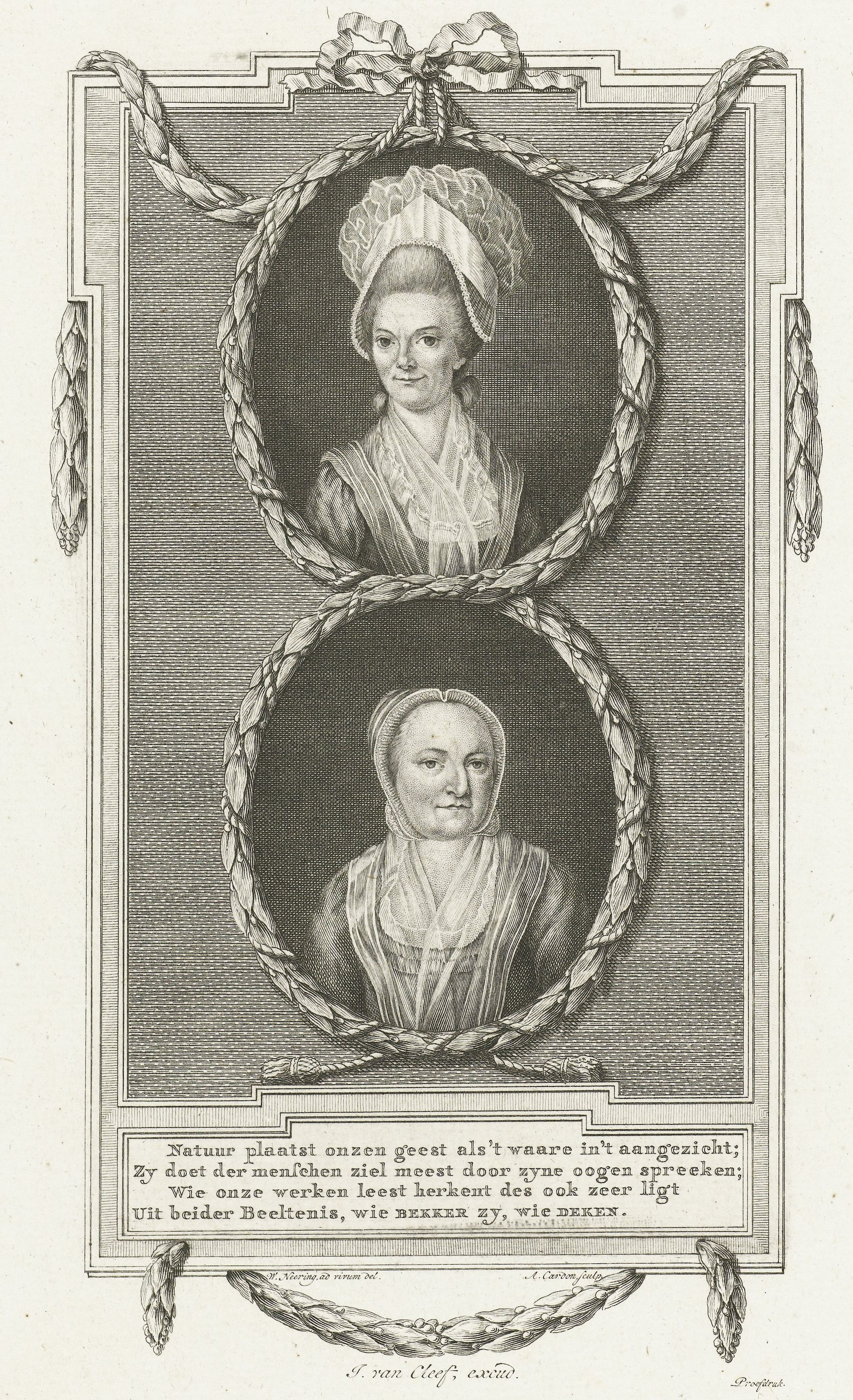
Elisabeth Bekker (överst) och Agathe Deken.

### Förhållandet till Aagje Deken
Hon framlevde efter sin mans död sitt liv i innerligaste vänskap med Agathe Deken, sin trogna medarbetare. Wolff och Deken träffade varandra 1776. Wolff var då fortfarande gift, men efter mannens död 1777 flyttade hon från Beemster till De Rijp, där hon flyttade ihop med Deken.
Från den stunden gjorde paret allt tillsammans. De skrev tillsammans, men hur den exakta rollfördelningen i skrivandet såg ut framgår inte så tydligt. Dock hade Deken inte producerat särskilt mycket högkvalitativ text före samarbetet med Wolff. Vi vet inte heller hur länge de exempelvis skrev på sin mest kända roman Sara Burgerhart. Men det framgår att de kompletterade varandra väl.
Det har spekulerats en del i om Wolff och Deken haft ett sexuellt förhållande, men så tycks inte vara fallet. Istället kan deras platonska förhållande ha varit ett sätt att efterlikna dåtidens heterosexuella äktenskap vars funktion var att undertrycka lust för att på så sätt bli dygdig.

### Flytten till Frankrike
Wolff och Deken var politiskt engagerade i en patriotisk rörelse som den lokala ståthållaren (stadhouder, motsvarande landshövding) inte tyckte om, och rörelsens förehavanden stoppades år 1787. Paret bestämde sig då för att fly Nederländerna och bo hos en väninna i Trévoux i Frankrike. Flytten berodde inte bara på att patriotrörelsens förehavanden stoppades utan också på att damerna ansåg det franska klimatet bättre för hälsan. Under flera års tid levde de ett lugnt liv i Frankrike, med promenader, skrivande och trevligt umgänge och de ville egentligen inte återvända till Nederländerna. Men på grund av ekonomiska bekymmer var de tvungna. Wolff kunde få änkepension, men bara om hon bodde i Nederländerna.

### Sista år
Betje Wolff avled 5 november i Haag 1804, 66 år gammal. Nio dagar senare 14 november insomnade även Agathe Deken.

## Författarskap
Kvinnornas första gemensamma framgångsrika verk var Economische liedjes (1781). "Economische liedjes" var såväl pedagogisk som ekonomisk-patriotisk i sin utformning. Den innehöll sånger menade som uppmuntran åt det arbetande folket  och om uppfostran. Denna uppfostran skulle inte bara upplysa människor, utan dessutom stärka kärleken till fosterlandet. Den måste odla en nationell solidaritet för att återställa en god ekonomi och blomstrande kultur.
Historie van mejuffrouw Sara Burgerhart (ofta kallad: Sara Burgerhart) är en brevroman som skrevs av Betje Wolff och Aagje Deken ihop. Den gavs ut 1782 och betraktas som den första nederländska romanen. Denna framgångsrika roman  gav i första hand unga flickor en uppfostrande lektion. Förutom pedagogiska kännetecken hade romanen ekonomisk-patriotiska och religiösa målsättningar: den nationella handeln och en praktisk och tolerant kristendom förhärligades.
Verken av Wolff och Deken hade ofta budskap om fosterlandskärlek. Men författarna lät också genom sina romaner läsarna fundera över frågor som uppfostran och nyttan och onyttan med religion.

### Egna utgåvor
- 1763 - Bespiegelingen over het genoegen, dichtmatig voorgesteld
- 1765 - Bespiegelingen over den staat der rechtheid: dichtmatig voorgesteld
- 1765 - Eenzame nacht gedachten, over den slaap en den dood
- 1766 - Een nieuw scheepslied, gemaakt ter eere zyner doorluchtige hoogheid Willem den Vyfden By gelegenheid van hoogstdeszelfs installatie als heer van Vlissingen
- 1769 - Walcheren, in vier gezangen
- 1769 - De Nederlandsche vrijheid aan der Corsen generaal Pascal Paoli
- 1772 - De menuet en de dominees pruik
- 1772 - De onveranderlyke Santhorstsche geloofsbelydenis. In rym gebragt door eene zuster der Santhorstsche gemeente
- 1772 - Lier- veld- en mengel-zangen
- 1772 - Zedenzang, aan de menschenliefde, by het verbranden des Amsteldamschen schouwburgs : Op den XIden van bloeimaand, MDCCLXXII
- 1773 - Jacoba van Beieren aan Frank van Borsselen
- 1774 - Aan mynen geest: hekeldicht
- 1776 - Brieven van Constantia Paulina Dortsma, oudste dochter van wylen den heere Paulus Dortsma, geschreeven aan haare nigt Scriblera van Utrecht. Uitgegeeven en met een ophelderende voorreede vermeerderd door mr. Paulus Dortsma, secundus
- 1778 - Beemster-winter-buitenleven: Twee brieven
- 1779 - Proeve over de opvoeding, aan de Nederlandsche moeders
- 1783 - Het nut der vooroordeelen; door de gebroederen Godowardus en Egbertus Wysneus; met ophelderende aanmerkingen verrykt, door de juffrouwen Wysneus, halve zusters der schryveren
- 1784 - De Natuur is mijne zanggodin: dichtstuk
- 1785-1786 - Mengel-poëzy
- 1786 - Aan de Vaderlandsche burgers
- 1786 - Vrĳheid blĳheid: vaderlandsch dichtstuk
- 1787 - Aan de Amsteldamsche burgers. Op den zesentwintigsten february. MDCCLXXXVII

### Utgåvor tillsammans med Aagje Deken
- 1777 - Brieven
- 1779 - Het nut der Vaderlandsche Maatschappye van Redery en Koophandel, opgerecht te Hoorn
- 1779 - Nederlands verpligting tot het handhaven der nuttige maatschappyen en genootschappen in ons vaderland. Inzonderheid haare betrekking hebbende op den oeconomischen tak en de Vaderlandsche Maatschappy te Hoorn
- 1780-1781 - Brieven over verscheiden onderwerpen
- 1781 - Onderwyzend gesprek, over het geloof en de zedenleer der Christenen; in negen-en-twintig lessen
- 1781 - Economische liedjes
- 1782 - Twaalf leerredenen en eenige gebeden, ten gebruike van den gemeenen man
- 1782 - Historie van mejuffrouw Sara Burgerhart
- 1784 - Fabelen
- 1784-1785 - Historie van den heer Willem Leevend
- 1787-1789 - Brieven van Abraham Blankaart
- 1789 - Wandelingen door Bourgogne
- 1793-1796 - Historie van mejuffrouw Cornelia Wildschut; of, De gevolgen der opvoeding
- 1798 - Gedichten en liedjens voor het vaderland; benevens eene aanspraak aan het Bataafsche Volk
- 1802 - Geschrift eener bejaarde vrouw